# AEGON Pro Series Sunderland 2012 - Doppio
Il doppio del torneo di tennis AEGON Pro Series Sunderland 2012, facente parte della categoria ITF Women's Circuit, ha avuto come vincitrici Justyna Jegiołka e Diāna Marcinkēviča che hanno battuto in finale Martina Caciotti e Anastasia Grymalska con il punteggio di 6–4, 2–6, [10–6].

## Teste di serie
1. Nicole Clerico /  Marina Mel'nikova (semifinali)
2. Victoria Larrière /  Lisa Whybourn (quarti di finale)

1. Justyna Jegiołka /  Diāna Marcinkēviča (campionesse)
2. Martina Caciotti /  Anastasia Grymalska (finale)

## Tabellone

### Legenda
| - Q = Qualificato - WC = Wild card - LL = Lucky loser | - ALT = Alternate - SE = Special Exempt - PR = Protected Ranking | - w/o = Walkover - r = Ritirato - d = Squalificato |